# 35e gala des prix Félix
Le 35e gala des prix Félix, organisé par l'Association québécoise de l'industrie du disque, du spectacle et de la vidéo et animé par Louis-José Houde, s'est déroulé le 27 octobre 2013 et a récompensé les artistes québécois de la chanson.

## Album de l'année - Adulte contemporain
- Sans attendre (Céline Dion)

Autres nommés : L'instant aimé (Jorane) / C'est d'l'amour ou c'est comme (Lindsay-De Larochellière) / L'escapade (Ingrid St-Pierre) / Confidences (Roch Voisine)

## Album de l'année - Pop
- Miroir (Marie-Mai)

Autres nommés : Mixmania 3 (Artistes variés) / Nous sommes les mêmes (Marc Dupré) / Punkt (Pierre Lapointe) / FOX (Karim Ouellet)

## Album de l'année - Rock
- Le treizième étage (Louis-Jean Cormier)

Autres nommés : Chic de ville (Daniel Bélanger) / Si tel est ton désir (Jean-Marc Couture) / Du plaisir et des bombes (Keith Kouna) / J'aime ta grand-mère (les Trois Accords)

## Album ou DVD de l'année - Humour
- Tel quel (Jean-Michel Anctil)

Autres nommés : Cathy Gauthier décoiffe (Cathy Gauthier) / Chantent (Les chansons des Appendices) (Les Appendices) / Laurent Paquin... chante Laurent Paquin (Laurent Paquin) /40 ans dans l'chant (Sèxe Illégal)

## Album de l'année - Folk
- Le poids des confettis (Les sœurs Boulay)

## Album de l'année - Country
- Ce que je suis (Pier Béland)

## Album de l'année - Meilleur vendeur
- Sans attendre (Céline Dion)

Autres nommés : Star Académie Noël (Artistes variés) / Mes amours, mes amis (Paul Daraîche) / Le Québec est mort, vive le Québec! (Loco Locass) / Miroir (Marie-Mai)

## Auteur ou compositeur de l'année
- Louis-Jean Cormier

Autres nommés : Daniel Bélanger / Keith Kouna / Pierre Lapointe / Les sœurs Boulay

## Chanson populaire de l'année
- Nous sommes les mêmes (Marc Dupré)

Autres nommés : Les filles (Amylie) / Je poursuis mon bonheur (Daniel Bélanger) / Danse et danse (Cœur de pirate) / Parler à mon père (Céline Dion) / J'aime ta grand-mère (les Trois Accords) / La mémoire de Loco Locass (Loco Locass) / COBRA (Marie-Mai) / L'amour (Karim Ouellet) / Mon cœur pour te garder (Amélie Veille)

## Groupe de l'année
- Mes Aïeux

Autres nommés : Kaïn / les Cowboys Fringants / les Trois Accords / Loco Locass

## Interprète féminine de l'année
- Marie-Mai

Autres nommés : Céline Dion / Lisa LeBlanc / Ariane Moffatt / Annie Villeneuve

## Interprète masculin de l'année
- Marc Dupré

Autres nommés : Daniel Bélanger / Louis-Jean Cormier / Karim Ouellet / Fred Pellerin

## Révélation de l'année
- Les sœurs Boulay

Autres nommés : Jean-Marc Couture / Forêt / Hôtel Morphée / Keith Kouna

## Artiste de la francophonie s'étant le plus illustré au Québec
- Zachary Richard

Autres nommés : Bénabar / Patrick Bruel / Indochine / Tryo

## Artiste québécois de l'année s'étant le plus illustré hors Québec
- Patrick Watson

Autres nommés : Cœur de pirate / Céline Dion / Half Moon Run / Ariane Moffatt

## Spectacle de l'année - Auteur-compositeur-interprète
- Le treizième étage (Louis-Jean Cormier)

Autres nommés : Miroir (Marie-Mai) / MA (Ariane Moffatt) / L'escapade (Ingrid St-Pierre) / Confidences (Roch Voisine)

## Spectacle de l'année - Interprète
- De peigne et de misère (Fred Pellerin)

Autres nommés : Cabaret (Artistes variés) / La tournée de Star Académie 2012 (Artistes variés) / Mixmania 3 (Artistes variés) / Femme libre (Renée Martel)

## Spectacle de l'année - Humour
- Les heures verticales (Louis-José Houde)

Autres nommés : Faut j'te raconte (Michel Barrette) / L'erreur est humaine (Laurent Paquin) / En français SVP! (Sugar Sammy) / Cinglant (Guillaume Wagner)

## Vidéoclip de l'année
- La journée qui s'en vient est flambant neuve (Avec pas d'casque)

Autres nommés : Ouais ben (Bernard Adamus) / Place de la République (Cœur de pirate) / La sexualité (Pierre Lapointe) / Acrobates de l'éternité (Yann Perreau) / Une version améliorée de la tristesse (Peter Peter)

## Félix honorifique
- Guy Latraverse